# Causse-et-Diège
Causse-et-Diège é uma comuna francesa na região administrativa de Occitânia, no departamento de Aveyron. Estende-se por uma área de 29,85 km². Em 2010 a comuna tinha 796 habitantes (densidade: 26,7 hab./km²).